# ガラクチトール-1-リン酸-5-デヒドロゲナーゼ
ガラクチトール-1-リン酸-5-デヒドロゲナーゼ（ガラクチトール-1-リンさん-5-デヒドロゲナーゼ、galactitol-1-phosphate 5-dehydrogenase）は、次の化学反応を触媒する酸化還元酵素である。
ガラクチトール-1-リン酸 + NAD+ {\displaystyle \rightleftharpoons } L-タガトース-6-リン酸 + NADH + H+
反応式の通り、この酵素の基質はガラクチトール-1-リン酸とNAD+、生成物はL-タガトース-6-リン酸とNADHとH+である。
組織名はガラクチトール-1-リン酸塩:NAD+ 酸化還元酵素である。